# Acacia ancistroclada
Acacia ancistroclada é uma espécie de leguminosa do gênero Acacia, pertencente à família Fabaceae.